# Telephlebia undia
Telephlebia undia är en trollsländeart som beskrevs av Günther Theischinger 1985. Telephlebia undia ingår i släktet Telephlebia och familjen mosaiktrollsländor. Inga underarter finns listade i Catalogue of Life.